# Alfred Neumann (Schriftsteller)

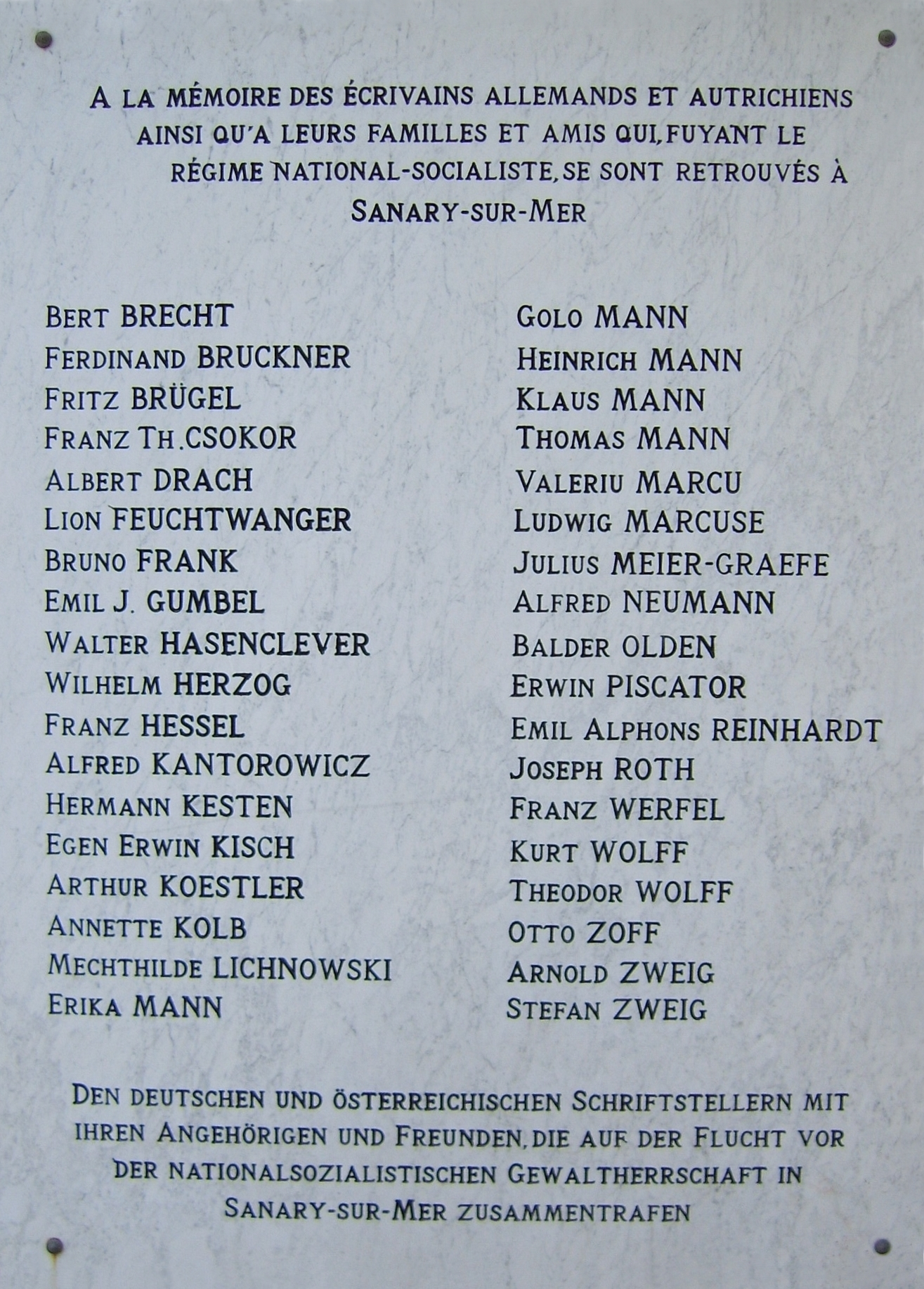
Gedenktafel für die deutschen und österreichischen Flüchtlinge in Sanary-sur-Mer, unter ihnen Alfred Neumann

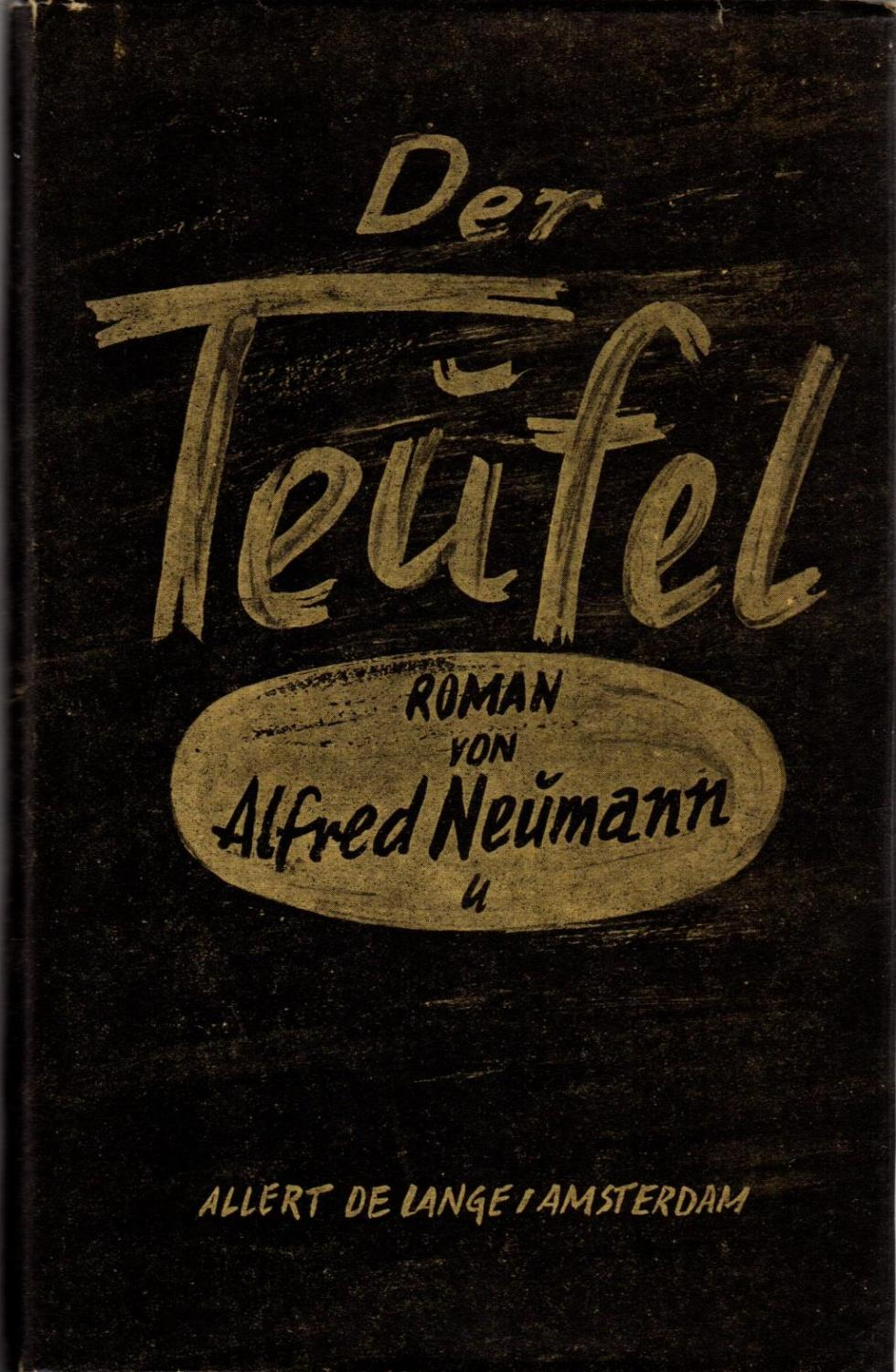
Der Teufel. Auch im Exil-Verlag Allert de Lange in Amsterdam erschien eine Auflage (1935)

Alfred Neumann (* 15. Oktober 1895 in Lautenburg (heute Lidzbark); † 3. Oktober 1952 in Lugano) war ein deutscher Autor historischer und zeitgeschichtlicher Romane.

## Leben
Alfred Neumann war Sohn eines jüdischen Holzindustriellen und verbrachte seine Jugend in Berlin, Rostock und der französischsprachigen Schweiz.
Ab 1913 studierte er Kunstgeschichte und promovierte nach dem Ersten Weltkrieg. In München wirkte er zunächst als Verlagslektor, von 1918 bis 1920 als Dramaturg der Kammerspiele und freier Schriftsteller.
Alfred Neumann wurde nach der Machtergreifung wegen seiner jüdischen Abstammung auf die Liste verbotener Autoren während der Zeit des Nationalsozialismus gesetzt. Neumann emigrierte 1933, lebte bis 1938 in Fiesole bei Florenz, dann in Nizza und ab 1941 in Los Angeles, wo er US-Staatsbürger wurde. 1949 kehrte er nach Europa zurück und ließ sich in Florenz nieder. Er starb 1952 im Alter von 56 Jahren in Lugano. Neumanns künstlerischen Nachlass überantwortete seine Witwe Katharina Neumann der Stadt München.
Bis zu seinem Lebensende pflegte er eine Freundschaft mit dem Schweizer Schriftsteller Gottlieb Heinrich Heer.

## Künstlerisches Schaffen
Seine stark dialogisierten Romane sind aus dem Konflikt zwischen tragischem Weltgefühl und optimistischem Lebensgefühl hervorgegangen.
Die frühe Novelle Lehrer Taussig ist noch dem Expressionismus verpflichtet, aber bald reizte es ihn, stilistisch die bildliche Raumempfindung des Barock ins Sprachkünstlerische umzusetzen. Das historische Thema, dem er sich vorwiegend zuwandte, war ihm stets nur Anlass, die Tiefen der menschlichen Seele auszuloten.
Der Schelmenroman Narrenspiegel handelt von dem abenteuerlichen Leben des ewig bankrotten Liegnitzer Herzogs Heinrich, der einmal im Hugenottenheer kommandierte und fast König von Polen geworden wäre.
Spieler und Gegenspieler in seinen Romanen des Risorgimento, Rebellen und Guerra, sind typisch in ihrem Benehmen, wenn sie wie Schachspieler ihre nächsten politischen Züge ohne Gehässigkeit planen.
Die vor dem geschichtlichen Hintergrund der Ermordung des Zaren Paul I. spielende Erzählung Der Patriot wurde erfolgreich mit Emil Jannings verfilmt (Der Patriot, 1928).
Während seiner Zeit in Kalifornien schrieb er den Roman Der Pakt über den amerikanischen Oberst William Walker, der im 19. Jahrhundert zum Präsidenten Nicaraguas gewählt wurde und den Staat dann in eine Diktatur umwandelte.

## Auszeichnungen und Ehrungen
- 1926 Kleist-Preis (gemeinsam mit Alexander Lernet-Holenia) für Der Teufel

## Werke
- Gesammelte Werke. 2 Bde., Neuer Verlag Stockholm 1945

### Romane
- Der Teufel, 1926 Roman um Ludwig XI. und Olivier le Daim
- Rebellen, 1928 Risorgimento, italienischer Freiheitskampf
- Guerra, 1929 Risorgimento, italienischer Freiheitskampf
- Der Held, 1930 Roman um einen politischen Mord (an Walther Rathenau)
- Narrenspiegel 1932 Roman um den abenteuerlichen Liegnitzer Herzog Heinrich
- Romantrilogie „Tragödie des neunzehnten Jahrhunderts“; die ersten beiden Bände sind im Wesentlichen Napoléon III. gewidmet:
  1. Neuer Cäsar 1934
  2. Kaiserreich 1936
  3. Die Volksfreunde 1940 (1952 unter dem Titel Das Kind von Paris)
- Gitterwerk des Lebens 1943, Teilabdruck von Der Pakt[1]
- Es waren ihrer sechs, Stockholm: Neuer Verl., 1944, Berlin: Verlag Das Kulturelle Gedächtnis, 2018, ISBN 978-3-946990-17-8, Roman um den Widerstand der Geschwister Scholl[2]
- Die Brüder 1924
- Die Goldquelle 1938, Neuaufl. 1948, 1957
- Der Pakt 1949, Roman um den amerikanischen Abenteurer William Walker[3]

### Erzählungen
- Lehrer Taussig, 1924
- König Haber, 1926, zum Drama Haus Danieli umgestaltet. 2022 Neuausgabe der Erzählung mit einem Nachwort von Volkhard Huth  als IB 1422 in der Insel-Bücherei
- Der Patriot 1925
- Der Konnetabel, 1927
- Marthe Munk, in Neue Deutsche Erzähler, Schlüter & Co., 1928, (1933)
- Kleine Helden, Erzählungen, 1934

### Dramen
- Der Patriot, 1926, Drama in 5 Akten
- Die Königsmaske, 1928, um Ludwig XVII.,
- Frauenschuh, 1929, um Lola Montez
- Haus Danieli, 1930, eigene Dramatisierung der Novelle König Haber von 1926
- Abel, 1948

### Weitere Werke
- Die Lieder vom Lächeln und der Not, Gedichte, 1918
- Die Heiligen, Legende, 1919
- Alt- und neufranzösische Lyrik in Nachdichtungen, 1922
- Die Königin von Schweden, 1936,
- Briefwechsel mit Thomas Mann, 1977, hrsg. v. Peter de Mendelssohn
- Tagebücher. 15. Oktober 1939 - 15. Februar 1940. In: Katalog: Exil am Mittelmeer, 2005
- Flucht aus Frankreich. Aus einem Tagebuch. 10. Januar 1941. In: Egon Schwarz, Matthias Wegner (Hrsg.): Verbannung. Aufzeichnungen deutscher Schriftsteller im Exil. Wegner, Hamburg 1964, S. 96 f.

### Herausgebertätigkeit, Übersetzer, Bearbeiter
- Alfred de Musset: Werke. Müller, München 1925 (5 Bde.; Übersetzung).
- Alphonse de Lamartine: Girondisten und Jakobiner. Recht-Verlag, München 1923 (Übersetzung)
- Aus fremden Landen. Nachdichtungen französischer, englischer und italienischer Lyrik. Saturn-Verlag, Wien 1924 (Bearbeitung).
- Armand Godoy: Hosianna zum Sistrum. Musik in Versen. Saturn-Verlag, Wien 1937 (Übersetzung und Bearbeitung).
- Armand Godoy: Marcel. Dramatisches Gedicht. Saturn-Verlag, Wien 1936 (Übersetzung und Bearbeitung).
- Armand Godoy: Rom. Saturn-Verlag, Wien 1937 (Übersetzung und Bearbeitung).
- Lew Nikolajewitsch Tolstoi: Krieg und Frieden. Nach dem Roman für die Bühne nacherzählt und bearbeitet. Reinbek, Hamburg 1955 (zusammen mit Erwin Piscator und Guntram Prüfer).

## Filmografie
Vorlage
- 1928: Der Patriot (The Patriot); Regie: Ernst Lubitsch
- 1938: Le Patriote
- 1938: Rasputin (La tragédie impériale)
- 1944: None Shall Escape – Oscar-Nominierung für Drehbuch
- 1943: Konflikt (Conflict); mit Humphrey Bogart
- 1972: Der Held (TV)

Drehbuch
- 1946: Flucht von der Teufelsinsel (The Return of Monte Cristo) (Co-Autor)
- 1947: § 51 – Seelenarzt Dr. Laduner (Matto regiert) (Co-Autor)
- 1951: K – Das Haus des Schweigens (Co-Autor, Verfilmung von Viele heißen Kain)

## Nachlass
Der schriftliche Nachlass von Alfred Neumann liegt im Literaturarchiv der Monacensia im Hildebrandhaus.